# DEL All-Star Game (Austragungen)
Die folgende Auflistung zeigt alle Ergebnisse des DEL All-Star Game seit dem Jahr 1998. Im Jahr 2001 fand kein All-Star Game statt.
| Inhaltsverzeichnis 1998 1999 2000 2001 2002 2003 2004 2005 2006 2007 2008 2009 |

## Austragung 1998
Das 1. DEL All-Star Game wurde am 5. September 1998 in der Eissporthalle Frankfurt ausgetragen. Im Spiel trat eine Auswahl der besten DEL-Ausländer gegen die deutsche Nationalmannschaft an.

### Das Spiel
4.900 Zuschauer sahen eine über weite Strecken verhältnismäßig enge Begegnung. Nachdem es nach 60 Minuten 2:2 gestanden hatte, besiegte schließlich die Nationalmannschaft die DEL-Auswahl mit 3:2 im Penaltyschießen, in dem der Düsseldorfer Leo Stefan als einziger von 10 Akteuren das Tor der gegnerischen Mannschaft traf. Es war bis zum heutigen Tage das einzige Mal, dass ein DEL All-Star Game im Shootout entschieden werden musste.
| DEL All-Star Team                                                 | 2:3 n. P. (1:0, 0:0, 1:2) | Team Deutschland                                                |
| ----------------------------------------------------------------- | ------------------------- | --------------------------------------------------------------- |
| 1:0 Forslund (1. \| Bullard, Cowie) 2:0 Bullard (46. \| Worobjew) |                           | 2:1 MacKay (50. \| Bergen) 2:2 Serikow (59. \| Lupzig, Bresagk) |
| Penaltyschießen: –                                                |                           | 2:3 Stefan                                                      |
| Strafen: 8                                                        |                           | Strafen: 6                                                      |
|                                                                   | Zuschauer: 4.900          |                                                                 |

## Austragung 1999
Das 2. DEL All-Star Game wurde am 4. September 1999 in der Eissporthalle an der Jafféstraße in Berlin ausgetragen. Wie im Vorjahr trat ein Team der besten DEL-Ausländer gegen die deutsche Nationalmannschaft an.

### Das Spiel
Vor 3.800 Zuschauern besiegte schließlich die Nationalmannschaft die DEL-Auswahl mit 6:3 Toren, es war der zweite Sieg im zweiten All-Star-Spiel für das DEB-Team.
| DEL All-Star Team                                                  | 3:6 (3:0, 0:4, 0:2) | Team Deutschland |
| ------------------------------------------------------------------ | ------------------- | --- |
| 1:0 Faust (4. \| Cormier) 2:0 Alston (5. \| Faust) 3:0 Kerčs (17.) |                     | 3:1 Serikow (23. \| Brüggemann, Dolak) 3:2 Serikow (25.) 3:3 Loth (34. \| Boos) 3:4 Mondt (37. \| Abstreiter) 3:5 Abstreiter (56. \| Lukes) 3:6 Kühnhauser (60.) |
| Strafen: 4                                                         |                     | Strafen: 4 |
|                                                                    | Zuschauer: 3.800    | |

## Austragung 2000
Das 3. DEL All-Star Game wurde am 2. September 2000 im Eisstadion an der Brehmstraße in Düsseldorf ausgetragen. Wie in den Vorjahren trat ein Team der besten DEL-Ausländer gegen die deutsche Nationalmannschaft an.

### Das Spiel
Vor 3.500 Zuschauern besiegten die All-Stars das DEB-Team schließlich mit 4:1, es war der erste und bisher einzige Sieg eines All-Star Teams im Spielformat DEL-Auswahl gegen Nationalmannschaft, welches von 1998 bis 2005 ausgetragen wurde.
| DEL All-Star Team | 4:1 (1:0, 2:1, 1:0) | Team Deutschland                  |
| --- | ------------------- | --------------------------------- |
| 1:0 Gordijuk (4. \| Jiranek, Sorokin) 2:0 Jomphe (26.) 3:0 Wostrikow (32. \| Worobjew, Pellegrims) 4:1 Alston (49. \| Edgerton, Laperrière) |                     | 3:1 Soccio (31. \| Kunce, Kathan) |
| Strafen: 6 |                     | Strafen: 8                        |
| | Zuschauer: 3.500    |                                   |

## Austragung 2002
Das 4. DEL All-Star Game wurde am 1. Februar 2002 im Olympia-Eissportzentrum in München ausgetragen. Wie in den Vorjahren trat ein Team der besten DEL-Ausländer gegen die deutsche Nationalmannschaft an.

### Das Spiel
Vor 5.254 Zuschauern besiegte schließlich die Nationalmannschaft, angeführt von Jürgen Rumrich, die DEL-Auswahl mit Kapitän Mike Bullard mit 7:5 Toren, nachdem man zwischenzeitlich schon mit 0:4 zurückgelegen hatte. Es war der dritte Sieg im vierten All-Star-Spiel für das DEB-Team. Geleitet wurde die Partie von Schiedsrichter Peter Stratz, Daniel Piechaczek und Adam Niejodeck assistierten.
| DEL All-Star Team | 5:7 (2:0, 2:3, 1:4) | Team Deutschland |
| --- | ------------------- | --- |
| 1:0 Hicks (16. \| Yake, Snell) 2:0 Plante (16. \| Schneider) 3:0 Öberg (22. \| Snell, Seliwanow) 4:0 Seliwanow (31. \| Tory) 5:7 Tory (60. \| Stanton, Seliwanow) |                     | 4:1 Kathan (32. \| Morczinietz) 4:2 Loth (36. \| Hynes, MacKay) 4:3 Goldmann (37. \| Rumrich) 4:4 MacKay (44. \| Loth, Hynes) 4:5 Morczinietz (44. \| Soccio) 4:6 Loth (52. \| Seidenberg) 4:7 Ehrhoff (57. \| Kathan, Soccio) |
| Strafen: 8 Min. |                     | Strafen: 4 Min. |
| | Zuschauer: 5.254    | |

### Kader
| Pos                                        | Nr. | Nat                | Name                | Verein                  |
| ------------------------------------------ | --- | ------------------ | ------------------- | ----------------------- |
| T                                          | 33  | Schweden           | Magnus Eriksson     | Augsburger Panther      |
| T                                          | 80  | Deutschland        | Robert Müller       | Adler Mannheim          |
|                                            |     |                    |                     |                         |
| V                                          | 26  | Kanada             | David Cooper        | Eisbären Berlin         |
| V                                          | 68  |                    | Mike Pellegrims     | Düsseldorfer EG         |
| V                                          | 5   | Vereinigte Staaten | Paul Stanton        | Nürnberg Ice Tigers     |
| V                                          | 7   | Kanada             | Jeff Tory           | Kassel Huskies          |
| V                                          | 25  | Kanada             | Stéphane Richer     | Adler Mannheim          |
| V                                          | 84  | Kanada             | Chris Snell         | Frankfurt Lions         |
|                                            |     |                    |                     |                         |
| S                                          | 21  | Kanada             | Alex Hicks          | Kölner Haie             |
| S                                          | 20  | Kanada             | Brad Purdie         | Krefeld Pinguine        |
| S                                          | 27  | Kanada             | Terry Yake          | Moskitos Essen          |
| S                                          | 54  | Kanada             | Andy Schneider      | München Barons          |
| S                                          | 62  | Kanada             | Derek Plante        | München Barons          |
| S                                          | 66  | Kanada             | Peter Douris        | München Barons          |
| S                                          | 77  | Russland           | Alexander Seliwanow | Frankfurt Lions         |
| S                                          | 79  | Deutschland        | Vitalij Aab         | Nürnberg Ice Tigers     |
| S                                          | 8   | Schweden           | Fredrik Öberg       | Berlin Capitals         |
| S                                          | 13  |                    | Tomáš Martinec      | Iserlohn Roosters       |
| S                                          | 16  | Deutschland        | Robert Hock         | Revierlöwen Oberhausen  |
| S                                          | 98  | Kanada             | Mike Bullard        | Schwenninger Wild Wings |
|                                            |     |                    |                     |                         |
| Trainer: Gunnar Leidborg (Berlin Capitals) |     |                    |                     |                         |

| Pos                                           | Nr. | Nat         | Name                | Verein                    |
| --------------------------------------------- | --- | ----------- | ------------------- | ------------------------- |
| T                                             | 33  | Deutschland | Marc Seliger        | Nürnberg Ice Tigers       |
| T                                             | 47  | Deutschland | Christian Künast    | München Barons            |
|                                               |     |             |                     |                           |
| V                                             | 6   | Deutschland | Jörg Mayr           | Kölner Haie               |
| V                                             | 36  | Deutschland | Rick Goldmann       | Moskitos Essen            |
| V                                             | 41  | Deutschland | Daniel Kunce        | Krefeld Pinguine          |
| V                                             | 10  | Deutschland | Christian Ehrhoff   | Krefeld Pinguine          |
| V                                             | 83  | Deutschland | Jan Benda           | Ak Bars Kasan             |
| V                                             | 13  | Deutschland | Christoph Schubert  | München Barons            |
| V                                             | 31  | Deutschland | Andreas Renz        | Kölner Haie               |
| V                                             | 84  | Deutschland | Dennis Seidenberg   | Adler Mannheim            |
|                                               |     |             |                     |                           |
| S                                             | 22  | Deutschland | Martin Reichel      | Nürnberg Ice Tigers       |
| S                                             | 21  | Deutschland | Stefan Ustorf       | Adler Mannheim            |
| S                                             | 20  | Deutschland | Jürgen Rumrich      | Nürnberg Ice Tigers       |
| S                                             | 49  | Deutschland | Klaus Kathan        | Kassel Huskies            |
| S                                             | 48  | Deutschland | Leonard Soccio      | Hannover Scorpions        |
| S                                             | 75  | Deutschland | Andreas Morczinietz | Augsburger Panther        |
| S                                             | 26  | Deutschland | Daniel Kreutzer     | Kassel Huskies            |
| S                                             | 27  | Deutschland | Tobias Abstreiter   | Kassel Huskies            |
| S                                             | 7   | Deutschland | Marcel Goc          | Adler Mannheim            |
| S                                             | 81  | Deutschland | Mark MacKay         | Schwenningener Wild Wings |
| S                                             | 16  | Deutschland | Wayne Hynes         | Adler Mannheim            |
| S                                             | 18  | Deutschland | Andreas Loth        | Kassel Huskies            |
|                                               |     |             |                     |                           |
| Trainer: Hans Zach                            |     |             |                     |                           |
| Co-Trainer: Ernst Höfner, Bernhard Englbrecht |     |             |                     |                           |

(Legende: Pos = Position, Nr. = Nummer, Nat = Nationalität, T = Torwart, V = Verteidiger, S = Stürmer)

## Austragung 2003
Das 5. DEL All-Star Game wurde am 2. Februar 2003 in der Kölnarena in Köln ausgetragen. Wie in den Vorjahren trat ein Team der besten DEL-Ausländer gegen die deutsche Nationalmannschaft an.

### Ergebnisse Skills Competition
- Bester Sprinter: (eine Runde) 
1. Sven Felski 12,31 s
2. Eduard Lewandowski 12,37 s
- Härtester Schuss: Christian Ehrhoff 142 km/h
- Puck-Handling-Staffel:
1. DEL All-Stars (Dave McLlwain, Brad Purdie und Kelly Fairchild)
- Most valuable Player: Dwayne Norris (DEL All Stars)

### Kader
| \| Pos \| Nr. \| Nat \| Name \| Verein \| \| -------------------------------------- \| --- \| ------------------ \| -------------------- \| ----------------------- \| \| T \| 31 \| Vereinigte Staaten \| Chris Rogles \| Kölner Haie \| \| T \| 30 \| Russland \| Andrei Trefilow \| DEG Metro Stars \| \| T \| 1 \| Kanada \| Jimmy Waite \| Iserlohn Roosters \| \| \| \| \| \| \| \| V \| 6 \| Vereinigte Staaten \| Andy Roach \| Adler Mannheim \| \| V \| 70 \| Norwegen \| Tommy Jakobsen \| DEG Metro Stars \| \| V \| 5 \| Vereinigte Staaten \| Paul Stanton \| Frankfurt Lions \| \| V \| 54 \| Kanada \| Andy Schneider \| Hamburg Freezers \| \| V \| 7 \| Kanada \| Jeff Tory \| Hamburg Freezers \| \| V \| 37 \| Kanada \| Shawn Anderson \| Nürnberg Ice Tigers \| \| V \| 29 \| Kanada \| Brad Schlegel \| Kölner Haie \| \| V \| 4 \| Vereinigte Staaten \| Justin Harney \| Iserlohn Roosters \| \| \| \| \| \| \| \| S \| 16 \| Kanada \| Philippe Audet \| Augsburger Panther \| \| S \| 73 \| Norwegen \| Trond Magnussen \| DEG Metro Stars \| \| S \| 46 \| Kanada \| Jean-François Jomphe \| ERC Ingolstadt \| \| S \| 21 \| Vereinigte Staaten \| Kelly Fairchild \| Eisbären Berlin \| \| S \| 25 \| Kanada \| Wally Schreiber \| Hannover Scorpions \| \| S \| 18 \| Kanada \| Doug Ast \| Iserlohn Roosters \| \| S \| 26 \| Tschechien \| Zdeněk Nedvěd \| Kassel Huskies \| \| S \| 71 \| Kanada \| Dave McLlwain \| Kölner Haie \| \| S \| 14 \| Kanada \| Dwayne Norris \| Kölner Haie \| \| S \| 10 \| \| Christoph Brandner \| Krefeld Pinguine \| \| S \| 20 \| Kanada \| Brad Purdie \| Krefeld Pinguine \| \| S \| 15 \| Kanada \| François Fortier \| Schwenninger Wild Wings \| \| S \| 27 \| Kanada \| Terry Yake \| Nürnberg Ice Tigers \| \| Trainer: Pierre Pagé (Eisbären Berlin) \| \| \| \| \| |     |                    |                      |                         |
| Pos | Nr. | Nat                | Name                 | Verein                  |
| T | 31  | Vereinigte Staaten | Chris Rogles         | Kölner Haie             |
| T | 30  | Russland           | Andrei Trefilow      | DEG Metro Stars         |
| T | 1   | Kanada             | Jimmy Waite          | Iserlohn Roosters       |
| |     |                    |                      |                         |
| V | 6   | Vereinigte Staaten | Andy Roach           | Adler Mannheim          |
| V | 70  | Norwegen           | Tommy Jakobsen       | DEG Metro Stars         |
| V | 5   | Vereinigte Staaten | Paul Stanton         | Frankfurt Lions         |
| V | 54  | Kanada             | Andy Schneider       | Hamburg Freezers        |
| V | 7   | Kanada             | Jeff Tory            | Hamburg Freezers        |
| V | 37  | Kanada             | Shawn Anderson       | Nürnberg Ice Tigers     |
| V | 29  | Kanada             | Brad Schlegel        | Kölner Haie             |
| V | 4   | Vereinigte Staaten | Justin Harney        | Iserlohn Roosters       |
| |     |                    |                      |                         |
| S | 16  | Kanada             | Philippe Audet       | Augsburger Panther      |
| S | 73  | Norwegen           | Trond Magnussen      | DEG Metro Stars         |
| S | 46  | Kanada             | Jean-François Jomphe | ERC Ingolstadt          |
| S | 21  | Vereinigte Staaten | Kelly Fairchild      | Eisbären Berlin         |
| S | 25  | Kanada             | Wally Schreiber      | Hannover Scorpions      |
| S | 18  | Kanada             | Doug Ast             | Iserlohn Roosters       |
| S | 26  | Tschechien         | Zdeněk Nedvěd        | Kassel Huskies          |
| S | 71  | Kanada             | Dave McLlwain        | Kölner Haie             |
| S | 14  | Kanada             | Dwayne Norris        | Kölner Haie             |
| S | 10  |                    | Christoph Brandner   | Krefeld Pinguine        |
| S | 20  | Kanada             | Brad Purdie          | Krefeld Pinguine        |
| S | 15  | Kanada             | François Fortier     | Schwenninger Wild Wings |
| S | 27  | Kanada             | Terry Yake           | Nürnberg Ice Tigers     |
| Trainer: Pierre Pagé (Eisbären Berlin) |     |                    |                      |                         |

(Legende: Pos = Position, Nr. = Nummer, Nat = Nationalität, T = Torwart, V = Verteidiger, S = Stürmer)

### Das Spiel
Im Spiel der beiden Teams besiegte schließlich die Nationalmannschaft die DEL-Auswahl mit 6:4 Toren, es war der vierte Sieg im fünften All-Star-Spiel für das DEB-Team.
| DEL All-Star Team                                                                                              | 4:6 (1:1, 3:2, 0:3) | Team Deutschland |
| --- | ------------------- | --- |
| 1:1 Ast (10. \| Stanton) 2:3 McLlwain (33. \| Harney) 3:3 Brandner (35. \| Purdie) 4:3 Schreiber (38. \| Tory) |                     | 0:1 Lewandowski (7. \| Blank), 1:2 Felski (25. \| Aab) 1:3 Aab (30. \| Benda) 4:4 Felski (49. \| Aab) 4:5 Felski (53. \| Reichel) 4:6 Kreutzer (60. \| Lewandowski) |
| Strafen: |                     | Strafen: |
| | Zuschauer: 15.126   | |

## Austragung 2004
Das 6. DEL All-Star Game wurde am 1. Februar 2004 in der Saturn-Arena in Ingolstadt ausgetragen. Wie in den Vorjahren trat ein Team der besten DEL-Ausländer gegen die deutsche Nationalmannschaft an.

### Ergebnisse Skills Competition
- Bester Sprinter: (eine Runde) 
1. Marián Cisár 13,10 s
2. Eduard Lewandowski 13,27 s
3. Lasse Kopitz 13,58 s
4. Peter Ratchuk 13,75 s
5. Andreas Morczinietz 13,77 s
6. Mike Pellegrims 13,88 s

- Härtester Schuss:
1. Stéphane Julien 151 km/h
2. Jakub Ficenec 146 km/h
3. Tobias Abstreiter 133 km/h
4. Klaus Kathan 131 km/h
5. Rob Leask 128 km/h
6. Dave McLlwain 126 km/h

- Puck-Handling-Staffel:
1. DEL All-Stars (Dany Bousquet, Brad Purdie, Scott King)
2. DEB Team (Thomas Greilinger, Nikolaus Mondt, Thomas Dolak)

### Das Spiel
Im Spiel der beiden Teams besiegte schließlich die Nationalmannschaft die DEL-Auswahl mit 8:3 Toren, es war der fünfte Sieg im sechsten All-Star-Spiel für das DEB-Team.
| DEL All-Star Team                                                                                | 3:8 (1:2, 1:2, 1:4) | Team Deutschland |
| ------------------------------------------------------------------------------------------------ | ------------------- | --- |
| 1:1 King (8. \| Seliwanow, Corbet) 2:2 Julien (32. \| Mann) 3:6 Persson (52. \| McLlwain, Drury) |                     | 0:1 Dolak (4. \| Boos) 1:2 Köppchen (11. \| Fical, Leask) 2:3 Soccio (38. \| Kreutzer) 2:4 Retzer (39. \| Kreutzer) 2:5 Dolak (44. \| Boos, Kopitz) 2:6 Fical (48. \| Reichel) 3:7 Mondt (52. \| Walter, Abstreiter) 3:8 Kreutzer (53.) |
| Strafen: 4 Min.                                                                                  |                     | Strafen: 2 Min. |
|                                                                                                  | Zuschauer: 4.681    | |

### Kader
| Pos | Nat                | Name                | Verein              |
| --- | ------------------ | ------------------- | ------------------- |
| T   | Kanada             | Jimmy Waite         | ERC Ingolstadt      |
| T   | Russland           | Andrei Trefilow     | DEG Metro Stars     |
|     |                    |                     |                     |
| V   | Kanada             | Stéphane Julien     | Nürnberg Ice Tigers |
| V   | Schweden           | Ricard Persson      | Eisbären Berlin     |
| V   | Vereinigte Staaten | Peter Ratchuk       | Frankfurt Lions     |
| V   | Tschechien         | Jakub Ficenec       | ERC Ingolstadt      |
| V   | Kanada             | John Miner          | Augsburger Panther  |
| V   |                    | Mike Pellegrims     | DEG Metro Stars     |
|     |                    |                     |                     |
| S   | Kanada             | Bob Wren            | Augsburger Panther  |
| S   | Kanada             | Cameron Mann        | ERC Ingolstadt      |
| S   | Kanada             | Patrick Lebeau      | Frankfurt Lions     |
| S   | Tschechien         | Marián Cisár        | Nürnberg Ice Tigers |
| S   | Vereinigte Staaten | Ted Drury           | Kassel Huskies      |
| S   | Kanada             | René Corbet         | Adler Mannheim      |
| S   | Kanada             | Kelly Fairchild     | Eisbären Berlin     |
| S   | Kanada             | Brad Purdie         | Hamburg Freezers    |
| S   | Kanada             | Dany Bousquet       | Wölfe Freiburg      |
| S   | Tschechien         | Patrik Augusta      | Hannover Scorpions  |
| S   | Kanada             | Dave McLlwain       | Kölner Haie         |
| S   | Kanada             | Scott King          | Iserlohn Roosters   |
| S   | Russland           | Alexander Seliwanow | Krefeld Pinguine    |

| Pos | Nat         | Name                | Verein              |
| --- | ----------- | ------------------- | ------------------- |
| T   | Deutschland | Oliver Jonas        | Eisbären Berlin     |
| T   | Deutschland | Marc Seliger        | Adler Mannheim      |
| T   | Deutschland | Alexander Jung      | DEG Metro Stars     |
|     |             |                     |                     |
| V   | Deutschland | Jochen Molling      | Adler Mannheim      |
| V   | Deutschland | Rob Leask           | Eisbären Berlin     |
| V   | Deutschland | Stephan Retzer      | Kassel Huskies      |
| V   | Deutschland | Martin Walter       | Hamburg Freezers    |
| V   | Deutschland | Mike Smazal         | Hamburg Freezers    |
| V   | Deutschland | Patrick Köppchen    | Hamburg Freezers    |
| V   | Deutschland | Lasse Kopitz        | Nürnberg Ice Tigers |
| V   | Deutschland | Daniel Rau          | Augsburger Panther  |
|     |             |                     |                     |
| S   | Deutschland | Martin Reichel      | Frankfurt Lions     |
| S   | Deutschland | Nikolaus Mondt      | ERC Ingolstadt      |
| S   | Deutschland | Daniel Kreutzer     | DEG Metro Stars     |
| S   | Deutschland | Tobias Abstreiter   | Kassel Huskies      |
| S   | Deutschland | Eduard Lewandowski  | Kölner Haie         |
| S   | Deutschland | Tino Boos           | Kölner Haie         |
| S   | Deutschland | Thomas Greilinger   | Nürnberg Ice Tigers |
| S   | Deutschland | Len Soccio          | Hannover Scorpions  |
| S   | Deutschland | Klaus Kathan        | Adler Mannheim      |
| S   | Deutschland | Andreas Morczinietz | Kölner Haie         |
| S   | Deutschland | Thomas Dolak        | Hannover Scorpions  |

(Legende: Pos = Position, Nat = Nationalität, T = Torwart, V = Verteidiger, S = Stürmer)

## Austragung 2005
Das 7. DEL All-Star Game wurde am 6. Februar 2005 in der Color Line Arena in Hamburg ausgetragen. Wie in den Vorjahren trat ein Team der besten DEL-Ausländer gegen die deutsche Nationalmannschaft an.
Aufgrund des NHL-Lockouts in der Saison 2004/05 konnten bei diesem All-Star Game auch die deutschen NHL-Legionäre wie Marco Sturm oder Olaf Kölzig spielen, die während des Lockouts bei deutschen Teams unter Vertrag standen.

### Ergebnisse Skills Competition
- Bester Sprinter: (eine Runde) 
1. Sven Felski 13,74s
2. Sebastian Furchner 13,82s 
3. Marco Sturm 14,09s 
4. François Méthot 14,1s 
5. Pascal Trépanier 14,3s 
6. Yan Stastny 14,8s

- Härtester Schuss:
1. Jakub Ficenec 164 km/h
2. Stéphane Julien 158 km/h
3. Andy Delmore 157 km/h
4. Lasse Kopitz, Rob Leask 153 km/h
6. Shayne Wright 150 km/h

- Puck-Handling-Staffel: Sieger: DEL All-Star Team (Pat Lebeau, Mike Pellegrims, Steve Walker)

### Das Spiel
Im Spiel der beiden Teams besiegte schließlich die Nationalmannschaft, die DEL-Auswahl mit 9:7 Toren, es war der sechste Sieg im siebten All-Star-Spiel für das DEB-Team. Zum Most Valuable Player der Partie wurde der deutsche Nationalspieler Michael Hackert von den Frankfurt Lions gewählt.
| DEL All-Star Team                                                                  | 7:9 (-:-, -:-, -:-)  | Team Deutschland                                                                                   |
| ---------------------------------------------------------------------------------- | -------------------- | -------------------------------------------------------------------------------------------------- |
| 1:2 McLlwain 2:3 Julien 3:3 McLlwain 4:6 Walker 5:8 Walker 6:8 Lebeau 7:8 McLlwain |                      | 0:1 Furchner 0:2 Fical 1:3 Kreutzer 3:4 Kink 3:5 Hackert 3:6 Sturm 4:7 Fical 4:8 Fical 7:9 Hackert |
|                                                                                    | MVP: Michael Hackert | |
|                                                                                    | Zuschauer: 8.000     | |

### Kader
| Pos                                          | Nat                | Name                | Verein                  |
| -------------------------------------------- | ------------------ | ------------------- | ----------------------- |
| T                                            | Kanada             | Boris Rousson       | Hamburg Freezers        |
| T                                            | Vereinigte Staaten | Chris Rogles        | Kölner Haie             |
|                                              |                    |                     |                         |
| V                                            | Kanada             | Pascal Trépanier    | Nürnberg Ice Tigers     |
| V                                            | Kanada             | Andy Delmore        | Adler Mannheim          |
| V                                            | Kanada             | Micki DuPont        | Eisbären Berlin         |
| V                                            | Kanada             | Dan Lambert         | Hannover Scorpions      |
| V                                            | Kanada             | Darren Van Impe     | Hamburg Freezers        |
| V                                            | Kanada             | Stéphane Julien     | Kölner Haie             |
| V                                            | Tschechien         | Jakub Ficenec       | ERC Ingolstadt          |
| V                                            |                    | Mike Pellegrims     | DEG Metro Stars         |
|                                              |                    |                     |                         |
| S                                            |                    | Duanne Moeser       | Augsburger Panther      |
| S                                            | Kanada             | Patrick Lebeau      | Frankfurt Lions         |
| S                                            | Vereinigte Staaten | Yan Stastny         | Nürnberg Ice Tigers     |
| S                                            | Kanada             | Dwayne Norris       | Frankfurt Lions         |
| S                                            | Vereinigte Staaten | Mike York           | Iserlohn Roosters       |
| S                                            | Kanada             | Brad Purdie         | Hamburg Freezers        |
| S                                            | Kanada             | François Méthot     | Augsburger Panther      |
| S                                            | Kanada             | Steve Walker        | Eisbären Berlin         |
| S                                            |                    | Ladislav Karabin    | Grizzly Adams Wolfsburg |
| S                                            | Kanada             | Dave McLlwain       | Kölner Haie             |
| S                                            |                    | Ivan Čiernik        | Grizzly Adams Wolfsburg |
| S                                            | Russland           | Alexander Seliwanow | Krefeld Pinguine        |
| S                                            | Vereinigte Staaten | Craig Johnson       | Hamburg Freezers        |
|                                              |                    |                     |                         |
| Trainer: Rich Chernomaz (Frankfurt Lions)    |                    |                     |                         |
| Co-Trainer: Stéphane Richer (Adler Mannheim) |                    |                     |                         |

| Pos                      | Nat         | Name                | Verein              |
| ------------------------ | ----------- | ------------------- | ------------------- |
| T                        | Deutschland | Olaf Kölzig         | Eisbären Berlin     |
| T                        | Deutschland | Alexander Jung      | DEG Metro Stars     |
| T                        | Deutschland | Robert Müller       | Krefeld Pinguine    |
|                          |             |                     |                     |
| V                        | Deutschland | Rob Leask           | Eisbären Berlin     |
| V                        | Deutschland | Martin Walter       | Hamburg Freezers    |
| V                        | Deutschland | Stefan Schauer      | Nürnberg Ice Tigers |
| V                        | Deutschland | Patrick Köppchen    | Hannover Scorpions  |
| V                        | Deutschland | Shayne Wright       | Krefeld Pinguine    |
| V                        | Deutschland | Lasse Kopitz        | Nürnberg Ice Tigers |
| V                        | Deutschland | Stephan Retzer      | Kassel Huskies      |
| V                        | Deutschland | Andreas Renz        | Kölner Haie         |
|                          |             |                     |                     |
| S                        | Deutschland | Sven Felski         | Eisbären Berlin     |
| S                        | Deutschland | Robert Hock         | Hannover Scorpions  |
| S                        | Deutschland | Nikolaus Mondt      | ERC Ingolstadt      |
| S                        | Deutschland | Marco Sturm         | ERC Ingolstadt      |
| S                        | Deutschland | Stefan Ustorf       | Eisbären Berlin     |
| S                        | Deutschland | Daniel Kreutzer     | DEG Metro Stars     |
| S                        | Deutschland | Alexander Barta     | Eisbären Berlin     |
| S                        | Deutschland | Sebastian Furchner  | Kölner Haie         |
| S                        | Deutschland | Michael Hackert     | Frankfurt Lions     |
| S                        | Deutschland | Marcus Kink         | Adler Mannheim      |
| S                        | Deutschland | Petr Fical          | Nürnberg Ice Tigers |
| S                        | Deutschland | Andreas Morczinietz | Hannover Scorpions  |
|                          |             |                     |                     |
| Trainer: Greg Poss       |             |                     |                     |
| Co-Trainer: Ernst Höfner |             |                     |                     |

(Legende: Pos = Position, Nat = Nationalität, T = Torwart, V = Verteidiger, S = Stürmer)

## Austragung 2006
Das 8. DEL All-Star Game wurde am 5. Februar 2006 im KönigPALAST in Krefeld ausgetragen. Es war das bisher letzte All-Star Game, bei dem ein Team der besten DEL-Ausländer gegen die deutsche Nationalmannschaft antrat.

### Ergebnisse Skills Competition
- Bester Sprinter: Eduard Lewandowski – eine Runde in 12,95 s
- Bester Torhüter: Thomas Greiss – 14 von 15 Schüssen gehalten
- Härtester Schuss: Jakub Ficenec – 142 km/h

### Das Spiel
Im Spiel der beiden Teams besiegte schließlich die Nationalmannschaft, die von Andreas Renz als Kapitän angeführt wurde, die DEL-Auswahl mit 5:3 Toren, es war der siebte Sieg im achten All-Star-Spiel für das Team Germany.
| DEL All-Star Team                                   | 3:5 (0:2, 2:1, 1:2) | Team Deutschland                                                                           |
| --------------------------------------------------- | ------------------- | ------------------------------------------------------------------------------------------ |
| 1:2 Ficenec (31.) 2:3 Lebeau (39.) 3:3 Lebeau (48.) |                     | 0:1 Seidenberg (11.) 0:2 Furchner (16.) 1:3 Barta (36.) 3:4 Kathan (54.) 3:5 Gogulla (58.) |
|                                                     | MVP:                |                                                                                            |
|                                                     | Zuschauer: 6.089    |                                                                                            |

### Kader
| Pos                                       | Nat                    | Name                | Verein              |
| ----------------------------------------- | ---------------------- | ------------------- | ------------------- |
| T                                         | Kanada                 | Trevor Kidd         | Hannover Scorpions  |
| T                                         | Kanada                 | Jimmy Waite         | ERC Ingolstadt      |
|                                           |                        |                     |                     |
| V                                         | Kanada                 | François Bouchard   | Frankfurt Lions     |
| V                                         | Tschechien-Deutschland | Jakub Ficenec       | ERC Ingolstadt      |
| V                                         | Vereinigte Staaten     | Andrew Hedlund      | Krefeld Pinguine    |
| V                                         | Kanada                 | Stéphane Julien     | Kölner Haie         |
| V                                         | Kanada                 | Shane Peacock       | Hamburg Freezers    |
| V                                         | Kanada                 | Stéphane Robitaille | Füchse Duisburg     |
| V                                         | Kanada                 | Derrick Walser      | Eisbären Berlin     |
|                                           |                        |                     |                     |
| S                                         | Kanada                 | Doug Ast            | ERC Ingolstadt      |
| S                                         |                        | Ivan Čiernik        | Kölner Haie         |
| S                                         | Vereinigte Staaten     | Ted Drury           | Krefeld Pinguine    |
| S                                         | Kanada                 | Matt Higgins        | Iserlohn Roosters   |
| S                                         |                        | Martin Hlinka       | Kassel Huskies      |
| S                                         | Kanada                 | Scott King          | Augsburger Panther  |
| S                                         | Kanada                 | Patrick Lebeau      | Frankfurt Lions     |
| S                                         | Kanada                 | Dave McLlwain       | Kölner Haie         |
| S                                         | Kanada                 | François Méthot     | Nürnberg Ice Tigers |
| S                                         | Kanada                 | Denis Pederson      | Eisbären Berlin     |
| S                                         | Russland               | Alexander Seliwanow | Krefeld Pinguine    |
| S                                         | Kanada                 | Jeff Shantz         | Adler Mannheim      |
| S                                         | Norwegen               | Tore Vikingstad     | DEG Metro Stars     |
|                                           |                        |                     |                     |
| Trainer: Rich Chernomaz (Frankfurt Lions) |                        |                     |                     |

| Pos                | Nr. | Name               | Verein              |
| ------------------ | --- | ------------------ | ------------------- |
| T                  | 80  | Robert Müller      | Krefeld Pinguine    |
| T                  | 40  | Thomas Greiss      | Kölner Haie         |
|                    |     |                    |                     |
| V                  | 15  | Stefan Schauer     | Nürnberg Ice Tigers |
| V                  | 31  | Andreas Renz       | Kölner Haie         |
| V                  | 52  | Alexander Sulzer   | DEG Metro Stars     |
| V                  | 58  | Lasse Kopitz       | Kölner Haie         |
| V                  | 2   | Michael Bresagk    | Frankfurt Lions     |
| V                  | 27  | Marián Bažány      | DEG Metro Stars     |
| V                  | 48  | Frank Hördler      | Eisbären Berlin     |
| V                  | 43  | Felix Petermann    | Nürnberg Ice Tigers |
|                    |     |                    |                     |
| S                  | 85  | Yannic Seidenberg  | ERC Ingolstadt      |
| S                  | 29  | Alexander Barta    | Hamburg Freezers    |
| S                  | 34  | Eduard Lewandowski | Kölner Haie         |
| S                  | 49  | Klaus Kathan       | DEG Metro Stars     |
| S                  | 61  | Michael Hackert    | Frankfurt Lions     |
| S                  | 72  | Petr Fical         | Nürnberg Ice Tigers |
| S                  | 11  | Sven Felski        | Eisbären Berlin     |
| S                  | 73  | Tino Boos          | Kölner Haie         |
| S                  | 54  | Sebastian Furchner | Kölner Haie         |
| S                  | 45  | Michael Wolf       | Iserlohn Roosters   |
| S                  | 87  | Philip Gogulla     | Kölner Haie         |
| S                  | 47  | Christoph Ullmann  | Adler Mannheim      |
| S                  | 46  | Florian Busch      | Eisbären Berlin     |
|                    |     |                    |                     |
| Trainer: Uwe Krupp |     |                    |                     |

(Legende: Pos = Position, Nr. = Rückennummer, T = Torwart, V = Verteidiger, S = Stürmer)

## Austragung 2007
Das 9. DEL All-Star Game wurde am 3. Februar 2007 in der SAP Arena in Mannheim ausgetragen. Es war das erste All-Star Game, bei dem ein Team der europäischen Eishockeystars der DEL gegen eine DEL Nordamerika-All-Star Auswahl antrat.

### Skills Competition
Den härtesten Schuss der All-Stars konnte Jakub Ficenec aus dem Team Europa mit 159 km/h vorweisen. Den zweiten Wettbewerb trugen Adam Hauser für das Team Nordamerika und Dimitrij Kotschnew für das europäische Team gegeneinander aus. Beim One-on-One Shootout Contest schossen jeweils drei Spieler insgesamt 15 Mal auf das gegnerische Tor. Hauser musste dabei zweimal hinter sich greifen, Kotschnew kassierte kein Gegentor und setzte sich damit durch. Beim dritten Wettbewerb Puck Control Relay, bei der es auf Scheibenführung ankam, hatte die europäische Staffel mit Alexander Barta, Robert Hock, Tore Vikingstad, Ivan Čiernik und Petr Fical die Nase vorn. Das einzige Event mit nordamerikanischem Sieger war die Speed Competition. Andy Roach lief die schnellste Zeit pro Runde.

### Das Spiel
Danach begann das Spiel zwischen den All-Stars aus Nordamerika und Europa. Die Spieler für die jeweiligen Teams wurden dabei wie in jedem Jahr im Voraus von Sportjournalisten nominiert und konnten dann von den Eishockeyfans auf der Homepage der DEL in die Teams gewählt werden. Im Spiel der beiden All-Star Teams, die von Mirko Lüdemann (Team Europa) sowie Dwayne Norris (Team Nordamerika) als Kapitäne angeführt wurden, besiegte schließlich die Nordamerika-Auswahl das Team aus Europa mit 12:10 Toren. Zum Most Valuable Player der Partie wurden Eduard Lewandowski für Europa sowie Brad Smyth für Nordamerika gewählt.
Nach seiner schweren Gehirnoperation im November feierte der Mannheimer Torhüter Robert Müller sein Comeback auf dem Eis, als er in der 42. Minute für das Team Europa eingewechselt wurde.
Profi-Schiedsrichter Daniel Piechaczek verteilte auf beiden Seiten jeweils zwei Strafminuten.
| DEL All-Star Team Europa | 10:12 (4:2, 4:4, 2:6) | DEL All-Star Team Nordamerika |
| --- | --------------------- | --- |
| 1:0 Vasiljevs (1.) 2:0 Ciernik (3.) 3:0 Pavlikovsky 4:1 Lehner (15.) 5:4 Kreutzer (30.) 6:4 Vasiljevs (30.) 7:5 Lewandowski (36.) Barta (37.) 9:8 Lewandowski (53.) 10:9 Hock (57.) |                       | 3:1 Smyth (8.) 4:2 Dzieduszycki (19.) 4:3 King (23.) 4:4 Norris (23.) 6:5 Smyth (35.) 8:6 Dzieduszycki (39.) 8:7 Fata (49.) 8:8 Corbet (52.) 9:9 Joseph (57.) 10:10 Fata (57.) 10:11 Smyth (57.) 10:12 Joseph (58.) |
| Strafminuten: 2 |                       | Strafminuten: 2 |
| MVP: Eduard Lewandowski |                       | MVP: Brad Smyth |
| | Zuschauer: 9.596      | |

### Kader
| Pos     | #       | Nat              | Name                | Verein              |
| ------- | ------- | ---------------- | ------------------- | ------------------- |
| T       | 1       | Deutscher        | Dimitrij Kotschnew  | Iserlohn Roosters   |
| T       | 41      | Deutscher        | Alexander Jung      | Hannover Scorpions  |
|         |         |                  |                     |                     |
| V       | 2       | Deutscher        | Michael Bresagk     | Frankfurt Lions     |
| V       | 7       | Deutscher        | Sascha Goc          | Hannover Scorpions  |
| V       | 12      | Deutscher        | Mirko Lüdemann      | Kölner Haie         |
| V       | 19      | Deutscher        | Josef Lehner        | Straubing Tigers    |
| V       | 38      | Tscheche         | Jakub Ficenec       | ERC Ingolstadt      |
| V       | 50      | Slowake          | Richard Pavlikovský | Krefeld Pinguine    |
| V       | 52      | Deutscher        | Alexander Sulzer    | DEG Metro Stars     |
|         |         |                  |                     |                     |
| S       | 11      | Deutscher        | Sven Felski         | Eisbären Berlin     |
| S       | 22      | Lette            | Herberts Vasiļjevs  | Krefeld Pinguine    |
| S       | 23      | Deutscher        | Daniel Kreutzer     | DEG Metro Stars     |
| S       | 26      | Deutscher        | Christoph Brandner  | Hamburg Freezers    |
| S       | 27      | Slowake          | Ivan Čiernik        | Kölner Haie         |
| S       | 29      | Deutscher        | Alexander Barta     | Hamburg Freezers    |
| S       | 33      | Deutscher        | Michael Hackert     | Frankfurt Lions     |
| S       | 34      | Deutscher        | Eduard Lewandowski  | Adler Mannheim      |
| S       | 36      | Deutscher        | Yannic Seidenberg   | ERC Ingolstadt      |
| S       | 37      | Norweger         | Tore Vikingstad     | DEG Metro Stars     |
| S       | 49      | Deutscher        | Klaus Kathan        | DEG Metro Stars     |
| S       | 72      | Deutscher        | Petr Fical          | Sinupret Ice Tigers |
| S       | 91      | Deutsch-Tscheche | Robert Hock         | Iserlohn Roosters   |
|         |         |                  |                     |                     |
| Trainer | Trainer | Deutscher        | Erich Kühnhackl     | Straubing Tigers    |

| Pos     | #       | Nat              | Name                  | Verein              |
| ------- | ------- | ---------------- | --------------------- | ------------------- |
| T       | 29      | Kanadier         | Jimmy Waite           | ERC Ingolstadt      |
| T       | 30      | US-Amerikaner    | Adam Hauser           | Kölner Haie         |
|         |         |                  |                       |                     |
| V       | 2       | US-Amerikaner    | Deron Quint           | Eisbären Berlin     |
| V       | 6       | US-Amerikaner    | Andy Roach            | Eisbären Berlin     |
| V       | 7       | Kanadier         | Jeff Tory             | ERC Ingolstadt      |
| V       | 8       | Kanadier         | Jame Pollock          | Sinupret Ice Tigers |
| V       | 22      | Kanadier         | Stéphane Julien       | Kölner Haie         |
| V       | 34      | Kanadier         | Jean-Luc Grand-Pierre | DEG Metro Stars     |
| V       | 53      | Deutsch-Kanadier | Jason Holland         | ERC Ingolstadt      |
|         |         |                  |                       |                     |
| S       | 9       | Kanadier         | Nathan Robinson       | Adler Mannheim      |
| S       | 10      | Kanadier         | Denis Pederson        | Eisbären Berlin     |
| S       | 11      | Kanadier         | Scott King            | Sinupret Ice Tigers |
| S       | 14      | Kanadier         | Dwayne Norris         | Frankfurt Lions     |
| S       | 19      | US-Amerikaner    | Mark Beaufait         | Eisbären Berlin     |
| S       | 20      | Kanadier         | Brad Purdie           | Iserlohn Roosters   |
| S       | 23      | Kanadier         | Rico Fata             | Adler Mannheim      |
| S       | 25      | Kanadier         | René Corbet           | Adler Mannheim      |
| S       | 40      | Kanadier         | François Méthot       | Adler Mannheim      |
| S       | 41      | Kanadier         | Shane Joseph          | Augsburger Panther  |
| S       | 43      | Kanadier         | Matt Dzieduszycki     | Füchse Duisburg     |
| S       | 71      | Kanadier         | Dave McLlwain         | Kölner Haie         |
| S       | 73      | Kanadier         | Brad Smyth            | Hamburg Freezers    |
|         |         |                  |                       |                     |
| Trainer | Trainer | US-Amerikaner    | Greg Poss             | Adler Mannheim      |

(Legende: Pos = Position, Nat = Nationalität, T = Torwart, V = Verteidiger, S = Stürmer)

## Austragung 2008
Das 10. DEL All-Star Game fand am 2. Februar 2008 erstmals außerhalb eines DEL-Standortes in der Freiberger Arena in Dresden statt. Erneut trat eine Auswahl der besten Europa- gegen eine Auswahl der besten Nordamerika-DEL-Spieler gegeneinander an.
Eine Besonderheit war, dass in diesem Jahr auch jeweils ein Spieler des gastgebenden Teams, der Dresdner Eislöwen aus der Oberliga, in die Auswahlen gewählt werden durften. Die Wahl der Dresdner Fans fiel dabei auf die beiden Stürmer Petr Sikora (Team Europa) und Kevin Gardner (Team Nordamerika), zudem rückte der Dresdner Torhüter Michal Mařík wegen einer Verletzung von Dimitrij Kotschnew in das Team der Europäer nach. Mit Chris Herperger und Steve Walker sagten weitere Spieler die Teilnahme ab.

### Kader
Am 10. Januar 2008 wurden die Ergebnisse der Kaderwahlen von der DEL bekannt gegeben. Danach traten beim diesjährigen All-Star Game folgende Teams gegeneinander an:
| Pos     | #       | Nat              | Name                | Verein              |
| ------- | ------- | ---------------- | ------------------- | ------------------- |
| T       | 80      | Deutscher        | Robert Müller       | Kölner Haie         |
| T       | –       | Deutscher        | Dimitrij Kotschnew  | Nürnberg Ice Tigers |
| T       | 1       | Tscheche         | Michal Mařík        | Dresdner Eislöwen   |
|         |         |                  |                     |                     |
| V       | 12      | Deutscher        | Mirko Lüdemann      | Kölner Haie         |
| V       | 38      | Tscheche         | Jakub Ficenec       | ERC Ingolstadt      |
| V       | 9       | Deutscher        | Lasse Kopitz        | Frankfurt Lions     |
| V       | 32      | Norweger         | Mats Trygg          | Kölner Haie         |
| V       | 22      | Deutscher        | Michael Bakos       | ERC Ingolstadt      |
| V       | 50      | Slowake          | Richard Pavlikovský | Krefeld Pinguine    |
| V       | 55      | Deutscher        | Patrick Köppchen    | Hannover Scorpions  |
| V       | 2       | Deutscher        | Michael Bresagk     | Frankfurt Lions     |
|         |         |                  |                     |                     |
| S       | 13      | Deutscher        | Michael Wolf        | Iserlohn Roosters   |
| S       | 18      | Deutsch-Kanadier | Ahren Spylo         | Nürnberg Ice Tigers |
| S       | 27      | Slowake          | Ivan Čiernik        | Kölner Haie         |
| S       | 91      | Deutscher        | Robert Hock         | Iserlohn Roosters   |
| S       | 34      | Deutscher        | Eduard Lewandowski  | Adler Mannheim      |
| S       | 72      | Deutscher        | Petr Fical          | Nürnberg Ice Tigers |
| S       | 29      | Deutscher        | Alexander Barta     | Hamburg Freezers    |
| S       | 23      | Lette            | Herberts Vasiļjevs  | Krefeld Pinguine    |
| S       | 11      | Deutscher        | Sven Felski         | Eisbären Berlin     |
| S       | 37      | Norweger         | Tore Vikingstad     | DEG Metro Stars     |
| S       | 17      | Deutscher        | Christoph Ullmann   | Adler Mannheim      |
| S       | 87      | Tscheche         | Jan Alinč           | Krefeld Pinguine    |
| S       | 25      | Tscheche         | Petr Sikora         | Dresdner Eislöwen   |
|         |         |                  |                     |                     |
| Trainer | Trainer | Tscheche         | Karel Lang          | EV Duisburg         |

| Pos     | #       | Nat            | Name              | Verein                  |
| ------- | ------- | -------------- | ----------------- | ----------------------- |
| T       | 34      | Kanadier       | Ian Gordon        | Frankfurt Lions         |
| T       | 74      | Kanadier       | Norm Maracle      | Iserlohn Roosters       |
|         |         |                |                   |                         |
| V       | 6       | US-Amerikaner  | Andy Roach        | Eisbären Berlin         |
| V       | 2       | US-Amerikaner  | Deron Quint       | Eisbären Berlin         |
| V       | 33      | US-Amerikaner  | Peter Ratchuk     | DEG Metro Stars         |
| V       | 8       | Kanadier       | François Bouchard | Adler Mannheim          |
| V       | 7       | US-Amerikaner  | Andrew Hedlund    | DEG Metro Stars         |
| V       | 49      | Kanadier       | Richard Regehr    | Frankfurt Lions         |
| V       | 44      | Kanadier       | Harlan Pratt      | Augsburger Panther      |
|         |         |                |                   |                         |
| S       | 11      | Kanadier       | Scott King        | Nürnberg Ice Tigers     |
| S       | –       | Kanadier       | Steve Walker      | Eisbären Berlin         |
| S       | 22      | Kanadier       | Peter Sarno       | Hamburg Freezers        |
| S       | 40      | Kanadier       | François Méthot   | Adler Mannheim          |
| S       | 9       | Kanadier       | Nathan Robinson   | Eisbären Berlin         |
| S       | 26      | Italo-Kanadier | Vince Bellissimo  | ERC Ingolstadt          |
| S       | 38      | Kanadier       | Brad Leeb         | ERC Ingolstadt          |
| S       | –       | Kanadier       | Chris Herperger   | Hannover Scorpions      |
| S       | 18      | Kanadier       | Bob Wren          | Iserlohn Roosters       |
| S       | 15      | Kanadier       | François Fortier  | Hamburg Freezers        |
| S       | 16      | Kanadier       | Éric Chouinard    | Straubing Tigers        |
| S       | 10      | Kanadier       | Adam Courchaine   | Füchse Duisburg         |
| S       | 91      | Kanadier       | Jason Ulmer       | Grizzly Adams Wolfsburg |
| S       | 25      | Kanadier       | Kevin Gardner     | Dresdner Eislöwen       |
|         |         |                |                   |                         |
| Trainer | Trainer | Brite          | Peter John Lee    | Eisbären Berlin         |

(Legende: Pos = Position, Nat = Nationalität, T = Torwart, V = Verteidiger, S = Stürmer)

### Skills Competition
Vor dem Spiel wurde auch in diesem Jahr eine Skill-Competitions ausgetragen, bei der die Spieler in verschiedenen Disziplinen ihr können unter Beweis stellten. Den härtesten Schlagschuss hatte Jakub Ficenec mit 167 km/h, beim Goalie-Contest blieben sowohl Robert Müller aus dem Team Europa als auch Norm Maracle für die Nordamerikaner ohne Gegentreffer. Die Staffel gewann Europa vor Nordamerika.
Andy Roach wurde in der folgenden Competition zum schnellster Skater gekürt. Bei diesem Wettbewerb kam es zu einem tragischen Zwischenfall. Während seiner Runde zog sich der Nürnberger Ahren Spylo eine Platzwunde über dem Auge zu, als er in der letzten Kurve aus dem Gleichgewicht kam und in die Spieler der Nordamerikaauswahl prallte.

### Das Spiel
| DEL All-Star Team Europa | 14:16 (5:5, 2:6, 7:5)        | DEL All-Star Team Nordamerika |
| --- | ---------------------------- | --- |
| 1:0 Vasiljevs (1.) 2:0 Felski (2.) 3:1 Čiernik (6.) 4:5 Lewandowski (11.) 5:5 Wolf (16.) 6:8 Vasiljevs (26.) 7:8 Sikora (35.) 8:11 Alinč (41.) 9:15 Vasiljevs (47.) 10:15 Bakos (48.) 11:16 Alinč (52.) 12:16 Lewandowski (53.) 13:16 Alinč (53.) 14:16 Ullmann (57.) |                              | 2:1 Fortier (5.) 3:2 Pratt (7.) 3:3 Ramsay (8.) 3:4 Leeb (10.) 3:5 Ulmer (11.) 5:6 Ratchuk (21.) 5:7 Regehr (22.) 5:8 Quint (24.) 7:9 Regehr (37.) 7:10 Ramsay (39.) 7:11 Robinson (40.) 8:12 Bellissimo (42.) 8:13 Fortier (44.) 8:14 Ramsay (44.) 8:15 Bellissimo (46.) 10:16 Bellissimo (51.) |
| Strafminuten: 0 |                              | Strafminuten: 0 |
| MVP: Michal Mařík |                              | MVP: Ryan Ramsay |
| | Zuschauer: 3.400             | |
| | Schiedsrichter: Heiko Awizus | |

## Austragung 2009
Das 11. DEL All-Star Game fand am 31. Januar 2009 in der neu errichteten O2 World in Berlin statt. Wie schon in den beiden Jahren zuvor trat eine Auswahl der besten Europa- gegen eine Auswahl der besten Nordamerika-DEL-Spieler gegeneinander an, und zum dritten Mal in Folge ging die Nordamerika-Auswahl als Sieger vom Eis.

### Kader
Die Kader für das DEL All-Star Game 2009 wurden am 8. Januar bekanntgegeben.
Für Sven Butenschön und Philip Gogulla wurden kurzfristig Lasse Kopitz und Thomas Greilinger ins Team Europa berufen.
Ebenso konnte Mike Pellegrims nach seinem Wechsel von den Kassel Huskies zum Klagenfurter AC nicht am All-Star Game teilnehmen.
| Pos        | Nat              | Name                | Verein             |
| ---------- | ---------------- | ------------------- | ------------------ |
| T          | Deutsch-Kanadier | Rob Zepp            | Eisbären Berlin    |
| T          | Deutsch-Kanadier | Ian Gordon          | Frankfurt Lions    |
|            |                  |                     |                    |
| V          | Deutscher        | Mirko Lüdemann      | Kölner Haie        |
| V          | Deutscher        | Frank Hördler       | Eisbären Berlin    |
| V          | Tscheche         | Jakub Ficenec       | ERC Ingolstadt     |
| V          | Deutsch-Kanadier | Sven Butenschön     | Adler Mannheim     |
| V          | Deutsch-Kanadier | Chris Schmidt       | Iserlohn Roosters  |
| V          | Deutscher        | Andreas Renz        | Kölner Haie        |
| V          | Belgien          | Mike Pellegrims     | Kassel Huskies     |
| V          | Deutscher        | Patrick Köppchen    | Hannover Scorpions |
| V          | Slowake          | Richard Pavlikovský | Krefeld Pinguine   |
| V          | Deutscher        | Lasse Kopitz        | Frankfurt Lions    |
|            |                  |                     |                    |
| S          | Deutscher        | Michael Wolf        | Iserlohn Roosters  |
| S          | Norweger         | Tore Vikingstad     | Hannover Scorpions |
| S          | Deutsch-Tscheche | Robert Hock         | Iserlohn Roosters  |
| S          | Deutscher        | Philip Gogulla      | Kölner Haie        |
| S          | Deutscher        | Sven Felski         | Eisbären Berlin    |
| S          | Deutscher        | Stefan Ustorf       | Eisbären Berlin    |
| S          | Deutscher        | Christoph Ullmann   | Kölner Haie        |
| S          | Deutscher        | Yannic Seidenberg   | ERC Ingolstadt     |
| S          | Slowake          | Martin Bartek       | Kassel Huskies     |
| S          | Lette            | Herberts Vasiļjevs  | Krefeld Pinguine   |
| S          | Deutscher        | Tino Boos           | Hannover Scorpions |
| S          | Deutscher        | Boris Blank         | Krefeld Pinguine   |
| S          | Deutsch-Kanadier | Bill Trew           | Straubing Tigers   |
| S          | Deutscher        | Thomas Greilinger   | ERC Ingolstadt     |
|            |                  |                     |                    |
| Trainer    | Deutsch-Kanadier | Larry Mitchell      | Augsburger Panther |
| Co-Trainer | Deutscher        | Oliver Pocher       | –                  |

| Pos     | Nat            | Name                  | Verein                  |
| ------- | -------------- | --------------------- | ----------------------- |
| T       | Kanadier       | Fred Brathwaite       | Adler Mannheim          |
| T       | US-Amerikaner  | Jean-Marc Pelletier   | Hamburg Freezers        |
|         |                |                       |                         |
| V       | Kanadier       | Richie Regehr         | Eisbären Berlin         |
| V       | US-Amerikaner  | Deron Quint           | Eisbären Berlin         |
| V       | US-Amerikaner  | Andrew Hedlund        | DEG Metro Stars         |
| V       | Kanadier       | Jean-Luc Grand-Pierre | Füchse Duisburg         |
| V       | Kanadier       | Paul Traynor          | Iserlohn Roosters       |
| V       | US-Amerikaner  | Peter Ratchuk         | DEG Metro Stars         |
| V       | Kanadier       | Dan McGillis          | Adler Mannheim          |
| V       | Kanadier       | Andy Delmore          | Hamburg Freezers        |
|         |                |                       |                         |
| S       | Kanadier       | Steve Walker          | Eisbären Berlin         |
| S       | Kanadier       | Nathan Robinson       | Eisbären Berlin         |
| S       | Kanadier       | François Méthot       | Adler Mannheim          |
| S       | Kanadier       | Dave McLlwain         | Kölner Haie             |
| S       | Kanadier       | Jason Ulmer           | Grizzly Adams Wolfsburg |
| S       | Kanadier       | Chris Herperger       | Hannover Scorpions      |
| S       | Kanadier       | Scott King            | Sinupret Ice Tigers     |
| S       | Kanadier       | Justin Papineau       | Grizzly Adams Wolfsburg |
| S       | Kanadier       | François Fortier      | Hamburg Freezers        |
| S       | Kanadier       | Charlie Stephens      | Krefeld Pinguine        |
| S       | US-Amerikaner  | Mark Murphy           | Augsburger Panther      |
| S       | Kanadier       | Denis Pederson        | Eisbären Berlin         |
|         |                |                       |                         |
| Trainer | Italo-Kanadier | Bob Manno             | Straubing Tigers        |

(Legende: Pos = Position, Nat = Nationalität, T = Torwart, V = Verteidiger, S = Stürmer)

### Skills Competition
In der Skills Competition, die traditionsgemäß vor der Partie stattfindet, gewann Mirko Lüdemann den Titel des schnellsten Schlittschuhläufers. Richie Regehr von den Eisbären Berlin konnte den Wettbewerb um den härtesten Schlagschuss für sich entscheiden.

### Das Spiel
| DEL All-Star Team Europa | 8:9 (3:3, 4:3, 1:3)         | DEL All-Star Team Nordamerika |
| --- | --------------------------- | --- |
| 1:0 Wolf (6.) 2:2 Blank (13.) 3:3 Vasiljevs (19.) 4:4 Kopitz (24.) 5:4 Greilinger (25.) 6:4 Blank (31.) 7:4 Trew (34.) 8:6 Wolf (44.) |                             | 1:1 Quint (10.) 1:2 Walker (13.) 2:3 King (17.) 3:4 Walker (23.) 7:5 Traynor (36.) 7:6 Fortier (39.) 8:7 Regehr (46.) 8:8 Méthot (50.) 8:9 Ulmer (55.) |
| Strafminuten: 0 + 10 (Pocher) |                             | Strafminuten: 4 |
| MVP: Herberts Vasiljevs |                             | MVP: Steve Walker |
| | Zuschauer: 8.500            | |
| | Schiedsrichter: Heiko Dahle | |